# Montauriol, Pyrénées-Orientales
Montauriol är en kommun i departementet Pyrénées-Orientales i regionen Occitanien i södra Frankrike. Kommunen ligger i kantonen Céret som tillhör arrondissementet Céret. År 2022 hade Montauriol 251 invånare.

## Befolkningsutveckling
Antalet invånare i kommunen Montauriol
| Referens: INSEE |